# Ars Magica
Ars Magica (qui signifie en latin « l'art de la magie ») est un jeu de rôle mettant en scène des mages évoluant en Europe Mythique, une Europe médiévale alternative où les croyances de tous sont réelles. Regroupés généralement au sein d'un lieu appelé alliance, ils tentent d'y mener à bien leurs recherches magiques, à l'abri des persécutions de l'Église et de leurs ennemis, au sein de l'Ordre d'Hermès.
Écrit par Jonathan Tweet (créateur du jeu Conspirations) et par Mark Rein·Hagen (Vampire : la Mascarade et autres jeux du Monde des ténèbres), Ars Magica se distingue des autres jeux de rôle par un système de magie particulièrement élaboré, laissant une grande liberté aux joueurs. Le jeu innove également en leur proposant d'incarner alternativement trois types de personnages (un mage, un compagnon et un servant) au lieu d'un seul. Les joueurs sont ainsi invités à participer à la gestion de toute l'alliance, au lieu de ne se consacrer qu'à leur personnage.

## Univers
L'univers du jeu, l’Europe Mythique, est basé principalement sur l’Europe des XIIe et XIIIe siècles ; la géographie est la même et les politiques vulgaires (non-magiques) sont quasi identiques. Cependant, dans Ars Magica le « paradigme médiéval » – la façon dont le Monde était décrit et compris durant cette période – est la stricte vérité. Dans cet univers, c’est bien le peuple féérique qui a enlevé les enfants disparus, les démons qui causent les maladies et les mauvaises récoltes ; les anges aident les vertueux et les dragons et autres créatures magiques sont bien réels (quoique peut-être oubliés ou alors bien cachés). Dans la 3e édition, pour lier le jeu à la gamme du Monde des ténèbres, c’était la réalité qui découlait de ces croyances ; les autres éditions ont pris leurs distances avec cette interprétation, situant simplement le jeu dans un Monde où ces croyances prennent corps.
Typiquement, les joueurs endossent alternativement le rôle d’un mage (magus ; plur. magi ; fém. maga/magae) et celui d’un compagnon (consors ; plur. consortes). Les compagnons sont des non-mages dotés de compétences et qui aident les magiciens dans la conduite de leurs affaires (les mages tendant à se tenir à distance des vulgaires du fait des effets délétères de leur « don » pour la magie). De plus, il y a un certain nombre de servants (habituellement des paysans dotés de compétences, souvent gardes du corps ou hommes de garde) que peut contrôler n’importe quel joueur (depuis la 3e édition, Les servants sont aussi une « classe de personnage » viable ; la 5e édition a dédié un supplément entier à l'incarnation des « Grogs ».)  Les mages se regroupent généralement dans des places fortes spécialisées appelées « alliances » (certains joueurs francophones préfèrent « convent » à ce terme), qui sont souvent bâties sur des « lieux de puissance ». Une alliance est typiquement une « base » dont les mages sont chargés de la gestion (quoiqu'ils puissent voyager en Europe mythique pour des raisons de politique, de ressources, d’étude ou même de loisirs). Certaines personnes considèrent l’alliance comme le personnage central du jeu, et les règles officielles encouragent les troupes à développer l'alliance selon cette direction.

### Ordre d'Hermès
Les mages personnages joueurs standards appartiennent à l’Ordre d’Hermès, une société d’humains magiquement « doués », qui a été inspiré en 767 après J.-C. par la sorcière Trianoma et le mage Bonisagus après que ce dernier a développé une percée dans la communication et la manipulation de la magie (appelée « magie hermétique » pour ses racines puisant à la fois dans la divinité grecque Hermès, sur laquelle l’ancien culte romain de Mercure était basé et dans les œuvres de la figure légendaire Hermès Trismégiste). Alors que les magiciens de cette époque étaient dispersés, rarement sociaux et très méfiants les uns vis-à-vis des autres en règle générale, deux facteurs ont favorisé fortement la coopération mutuelle. Le premier était la vision politique de Trianoma d'une organisation qui unirait les « doués » pour leur bénéfice mutuel. Le second était la deuxième percée de Bonisagus, la Parma Magica (librement traduit par « bouclier magique ») : un rituel personnel très efficace et facile à enseigner qui pourrait permettre à ces individus et traditions disparates de se rencontrer sur un terrain commun dans une certaine assurance de sécurité. Au cours des siècles suivants, à quelques exceptions près, les mages qui ont quitté ou qui ont refusé de rejoindre l’Ordre ont été traqués et détruits, donnant à l’Ordre un monopole définitif sur les ressources magiques dans sa « juridiction ».
Alors que chacune des douze Maisons de l’Ordre maintient une base ou une tradition distincte dans la poursuite et la transmission des connaissances et du pouvoir, l’Ordre est également divisé en Tribunaux, chacun découpé suivant une région géographique de l’Europe mythique. Chaque Tribunal organise une réunion de ses mages une fois tous les sept ans ; la présence n’est pas obligatoire, bien qu’elle soit essentielle pour certaines procédures (par exemple, ceux qui ont terminé leur apprentissage sont officiellement présentés pour devenir membres officiels ; les Quæsitores jugent les types de litiges considérés comme ne pouvant être résolus par des arrangements inter ou intra-alliances). Une fois tous les 33 ans, chaque Tribunal envoie un représentant au Grand Tribunal sur le site de la fondation de l’Ordre en Forêt-Noire.
Les Tribunaux correspondent vaguement à des regroupements ou à des portions de nations modernes ; chacun a un parfum culturel et historique distinct qui est développé dans la série des Tribunaux d’Hermès (Tribunals of Hermes). Par exemple, le Tribunal de Rome est une zone densément peuplée souffrant d’une pénurie de ressources magiques et offrant des intrigues hautement politisées (à la fois à l’intérieur et à l’extérieur de l’Ordre lui-même) ; Le Tribunal de Novgorod présente de vastes zones de nature sauvage, où la guerre tribale païenne et les bêtes magiques sont beaucoup plus courantes que nulle part ailleurs.
Comme pour tout système de frontières non subordonné à une démarcation claire comme une rivière ou un mur, le territoire de chaque Tribunal est rarement défini avec précision ; ceci est partiellement illustré (via le supplément Alliances de la cinquième Édition) par la caractéristique « Frontière du Tribunal », qui situe une alliance à un endroit qui pourrait la placer dans plus d’un Tribunal (en fonction des faveurs politiques, des conflits sur les ressources, etc.) Une telle ambiguïté peut exister même avec des frontières « claires » telles que des rivières ou des chaînes de montagnes, car l’intégration d'une aide ou d'un pouvoir surnaturel dans la région (et peut-être la circonscription ou le mode de vie de ses habitants) peut lui permettre de prospérer même au sein de l’une ou l'autre de ces caractéristiques.

### Dimensions
Les prémisses fondamentales du cadre d’Ars Magica sont que le monde « vulgaire » de l’existence physique ordinaire est un endroit où quatre grandes forces surnaturelles ont divers degrés d’influence et de présence.
Dimension divine
C’est la force suprême et sainte de la Création – Dieu tel que représenté par les écritures des religions abrahamiques et ses agents dans le monde. L’influence divine diminue tout ce qui n’est pas en accord avec elle (c’est-à-dire tout ce qui est de nature féerique, infernale ou magique) et s’oppose catégoriquement à tout ce qui est infernal. L’une des luttes de l’Ordre est de réconcilier leur évitement de la politique vulgaire avec la propagation inexorable de la Terre Chrétienne / du Dominion (l’influence divine imprègne la Terre alors que de plus en plus de terres sont colonisées par les nations chrétiennes et musulmanes et que de plus en plus de centres de culte divin sont construits).
Dimension infernale
Satan et ses forces démoniaques. Dans le contexte médiéval, cela comprend tout, de Satan lui-même aux maladies et aux mauvaises odeurs. Les démons sont obligés de corrompre, de détruire et de tenter tous les mortels au péché ; alors que l’Ordre d’Hermès refuse de nommer explicitement l’Infernal comme son ennemi (ce qui, on le suppose, attirerait trop l’attention et la colère sur l’Ordre), il a été interdit à ses membres de conclure des accords avec les serviteurs de l’Enfer depuis qu’un scandale de corruption a presque ruiné la Maison Tytalus au XIe siècle. En tant que contrepartie perverse / négative du Divin, la Dimension infernale affaiblit également les effets de toute Dimension non en phase avec l’Enfer ou d’autres endroits abandonnés. Il existe des formes de magie infernale, généralement d’un grand pouvoir trompeur ou destructeur, ou acquises trop facilement pour être comprises, en particulier pour tenter les mages. Tout membre de l’Ordre reconnu coupable de satanisme est expulsé et traqué.
Dimension féerique
Les créatures des contes de fées traditionnels. Ces créatures sont souvent capricieuses, parfois malveillantes, mais invariablement dépendantes (pour leur existence même) de l’attention humaine, de l’émotion et de l’expression créative. Malgré ces considérations, l’étude de la Dimension féerique peut être enrichissante pour certains. Les mages sont autorisés à s’associer au peuple féérique (en fait, une Maison de l’Ordre est devenue de plus en plus dominée par la recherche de la « magie des fées » par ses membres) tant qu’ils n’encourent pas leur colère et ne mettent ainsi pas en danger leurs semblables.
Dimension magique
Une mystérieuse force arcanique, à laquelle tous les mages (parmi d’autres rares entités) sont intrinsèquement accordés. C'est le pouvoir utilisé presque exclusivement pour lancer des sorts et enchanter des objets. La magie et la féérie ont une résonance positive l'une avec l’autre, reflétée dans les avantages de l’aura pour les pouvoirs de l’autre Dimension, et dans le fait que les traditions païennes éloignées ou perdues peuvent avoir des liens avec l’une ou l’autre (dans certains cas, les entités féériques semblent avoir « remplacé » les magiques lorsque les fidèles de ces dernières se sont égarés ou ont disparu).
En sus de cela, une « Dimension de la raison » était apparue dans la 3e édition. Elle était associée au scepticisme et à l’observation empirique, et son « aura rationnelle » contestait la plupart des effets surnaturels. De nombreux fans du jeu considèrent cela comme paradoxal et incohérent, car appliquer la raison et la rationalité au monde d’Ars Magica devrait vraiment conduire à la conclusion que la magie existe et que les fées sont réelles, etc., et pourtant la « Raison pure » promue par cette cinquième Dimension proposait le contraire et ressemblait donc à un état d’esprit délirant (mais efficace) plutôt qu’à un état rationnel. La Dimension de la raison avait des effets contre-intuitifs supplémentaires – par exemple, imposer des pénalités à l’utilisation de la magie pour les mages lorsqu’ils se trouvaient dans des bibliothèques vulgaires de premier plan, malgré la représentation prédominante de la magie hermétique comme recherche scientifique.
La Raison s’est avérée un ajout indésirable au jeu ; ni la 4e ni la 5e édition n’ont inclus cette « Dimension », et toutes les références à celle-ci ont été supprimées du cadre canonique.

## Système de jeu
Bien évidemment, le système de jeu d’Ars Magica fait la part belle à la magie ; il utilise des éléments de règles éprouvés, comme les caractéristiques, les compétences et un système d’avantages et défauts appelés ici vertus et vices (Virtues and Flaws).

### Conventions pour les tirages de dés
Le système de jeu d’Ars Magica utilise un dé à dix faces (d10). Afin de résoudre une action type, une des huit caractéristiques (Intelligence, Perception, Force, Énergie, Présence, Communication, Dextérité ou Vivacité, chacune s’étalant généralement de -5 à +5 pour les humains ; une caractéristique de 0 relevant de la « moyenne ») est ajoutée à la  compétence pertinente, et un d10 est lancé. Le total caractéristique + compétence + résultat du dé est comparé à un « facteur de difficulté » ; l’action réussit si le résultat total est supérieur ou égal au facteur de difficulté.
Si l’action relève de la routine ou est simplement triviale, et que rien de particulier n’est en jeu, le d10 est lu en tant que 1-10 et est simplement ajouté au total (cela s’appelle un « tirage simple »). S'il existe une possibilité de succès ou d’échec exceptionnel, le d10 est lu en tant que 0-9 et s’appelle un « tirage de tension ». Pour les tirages de tension, les résultats “1” et “0” ont une signification particulière. Un “1” est relancé et le résultat est doublé (les “1” consécutifs redoublent l’éventuel “non-1”, chaque “1” consécutif doublant de nouveau le résultat). Un résultat “0” est aussi relancé (plus d'une fois, en cas d’activité spécialement hasardeuse) en tant que dé de « désastre ». Si lors d’un tirage de dé de désastre sort aussi un “0”, l’action est qualifiée de désastre critique : elle a échoué de façon désastreuse. Sinon, le résultat du tirage n’est qu'un simple zéro, et le personnage est censé simplement avoir été inefficace dans la tâche qu’il essayait d'accomplir.

### Système de magie
Le système de magie d'Ars Magica laisse au joueur une grande possibilité d'invention, tout en gardant une grande simplicité d'utilisation.
Tout effet magique (sort, pouvoir d'objet magique, effet de potion, etc.) est décrit par un verbe (Technique) et un complément d'objet (Forme) en latin. D'ailleurs le verbe est toujours à la première personne du singulier du présent de l'indicatif et la forme est un accusatif.

#### Les 15 arts magiques
Les techniques sont au nombre de 5 :
Les formes sont au nombre de 10 :

#### Combinaisons des arts magiques et effets
À partir d'une combinaison d'une technique et d'une forme, il est possible de créer des effets variés. Voici quelques exemples :
- Je veux trouver une plante pour soigner un compagnon : Intellego + Herbam (Je perçois la plante) ;
- Je veux me rendre invisible : Perdo + Imaginem (Je détruis l'image) ;
- Je veux lancer une boule de feu sur un adversaire : Creo + Ignem (Je crée le feu).

#### Compléments
Parfois, des effets nécessitent un complément.
Par exemple :
- Je veux créer une illusion d'une flamme chaude : Creo Imaginem (Je crée l'image), avec complément de Ignem (puisque je veux qu'elle émette de la chaleur, ce qui relève de la forme Ignem) ;
- Je veux changer un adversaire en statue de pierre : Muto Corpus (Je transforme le corps), avec complément de Terram (puisque je le change en pierre).

#### Niveaux
Tous les mages dans le jeu ont un score dans chacune des formes et des techniques. Ce score va de 0 à tout score imaginable (15 à 20 étant des scores de mages respectables, 30 à 40 étant les scores de mages spécialistes dans ce domaine). Plus ces scores sont élevés, plus le mage pourra créer des effets de niveau élevé. Plus le niveau d'un effet est élevé, plus cet effet est puissant, dévastateur ou complexe.

#### Paradigme médiéval
La réalité scientifique est celle des connaissances du Moyen Âge européen. Cette prise en compte des connaissances médiévales donne un grand intérêt et une grande cohérence au jeu.

#### Remarques sur la traduction
Il est à noter que dans l'édition française de la troisième édition originale il y a deux erreurs de traduction qui occasionnent des barbarismes en latin. Les formes et les techniques sont désignées par des mots latins. Pour les formes, il s'agit d'un nom complément d'objet direct du verbe qui correspond à la technique. Par conséquent, en latin, on doit mettre ces noms au cas « accusatif », en l'occurrence singulier. Et l'accusatif singulier de « corpus » est « corpus » et non « corporem ». De même, l'accusatif singulier de « imago » n'est pas « imagonem » mais « imaginem ».
Enfin, un autre point utile à percevoir, c'est le sens du nom « vis ». Il signifie la « force » ou, éventuellement, « la violence ».

### Développement des personnages
Tous les personnages (mages, compagnons et servants) améliorent leurs capacités en appliquant l’expérience qui peut être acquise par l’exposition, la pratique, l’entraînement ou l’étude. La magie, cependant, est mise en exergue comme une discipline aux multiples facettes avec une plus grande variété de voies d’amélioration. On s’attend à ce que les mages passent des mois à la fois avec des livres et / ou du matériel de laboratoire : inventer de nouveaux sorts (ou apprendre ou modifier des sorts existants), renforcer leurs Arts, enchanter des objets, etc. Ars Magica comprend des règles pour la recherche magique dans le cadre de la période standard d’« avancement » du jeu, soit une saison de 3 mois.
Ces activités saisonnières concernent généralement soit l’étude d'un texte, soit l’activité de laboratoire. Bien que participer à des aventures, à des missions et à d'autres efforts en dehors de l’activité saisonnière donne aux personnages de l’expérience, le progrès le plus substantiel (et la raison d'être de nombreux membres de l’Ordre) provient presque toujours des activités saisonnières des mages. Par conséquent, le temps dans une campagne Ars Magica peut passer beaucoup plus vite que dans d’autres jeux de rôle (si, par exemple, tous les personnages-joueurs sont engagés dans une activité saisonnière, les « sessions de jeu de rôle » standard ne sont pas nécessaires pour cette période) mais elles sont également plus « comptabilisées » (puisque des périodes d'activité régulières et précises donnent des avantages hautement définis). Afin de s’adapter à cela, de nombreux mages prolongent leur vie avec des formules de longévité uniques (propres à chaque individu) (généralement appelées « potions de longévité », bien que la forme qu’elle prend ne soit pas toujours une potion) ; cela ne fait cependant que retarder le processus de vieillissement ; au-delà d'un certain point, la formule de longévité n’aura aucun effet et devra être reformulée (de préférence avec une connaissance accrue des Arts appropriés et / ou de plus grandes quantités de vis). La longévité accrue a conduit à une attitude répandue parmi les membres de l’Ordre concernant le fait que les compagnons en général (et les servants presque invariablement) vont et viennent – peut-être tués au combat, vivant parfois assez longtemps pour prendre leur retraite – tandis que les mages continuent. Les mages peuvent concocter des formules de longévité pour les non-mages, mais c’est une pratique rare, moins efficace que de concevoir sa formule personnelle, et c’est une perspective coûteuse en temps et en ressources dans tous les cas.
L’étude est principalement réalisée avec des textes, chacun conçu pour améliorer une capacité, un Art ou un ou plusieurs sorts spécifiques. Une alliance respectable nécessite inévitablement soit une bibliothèque respectable, soit suffisamment de produits à échanger contre l’utilisation d’autres bibliothèques, car la forme dominante de la magie hermétique est la recherche scientifique. Les mages qui sont capables d’écrire des livres utiles ou de bien enseigner peuvent les utiliser comme produits de base, les échangeant avec d’autres mages contre des livres ou de la formation (bien que le Code d’Hermès impose des limites à ce que ses membres peuvent vendre aux « vulgaires »).
Les projets de laboratoire concernent des projets visant à enrichir son répertoire de sorts ou d’artefacts magiques. Tous les projets ont un niveau d’effet auquel le personnage compare son « Total de laboratoire » : caractéristique Intelligence + Théorie de la magie + somme d'une Forme et d'une Technique + autres bonus (qui peuvent provenir de l’aura locale, de la qualité et de la spécialisation du laboratoire, des assistants, des connaissances, des liens sympathiques à partir d’éléments et, dans certaines circonstances, d’une capacité supplémentaire). Certains nécessitent simplement un Total de laboratoire pour correspondre au niveau d’effet ; des efforts plus étendus engrangent simplement chaque Total de laboratoire en « points » jusqu’à ce que le double du niveau d’effet soit accumulé.
Les projets de laboratoire suivants sont les plus couramment poursuivis :
- Inventer des sorts. Le mage invente un nouvel effet magique à partir de rien. Une variante d’un sort connu est plus facile à inventer qu’une variante complètement originale.
- Enchanter un objet. Le mage peut créer un artefact magique qui peut avoir un effet magique comme ceux des sorts. Ceux-ci peuvent être utilisés même par des individus non-magiciens. Habituellement, ils coûtent du vis à fabriquer, mais le Total de laboratoire obtient un bonus basé sur le bonus sympathique de Forme et Matériel du matériau utilisé ; par exemple, si l’on enchante un bâton de marche, le fait qu’il s’agisse d'un bâton donne un bonus lorsque l’effet choisi est de « contrôler les choses à distance ». Ils peuvent être fabriqués en tant qu’artefacts à charges (qui ne coûtent pas de vis mais ont un nombre limité d’utilisations), en tant qu’artefacts plus petits (qui ne peuvent avoir qu’un seul effet et doivent avoir un niveau d’effet que le Total du laboratoire peut atteindre en une seule saison), ou en tant qu’artefacts investis (qui nécessitent une préparation supplémentaire à l’avance et doivent donc être enchantés sur plusieurs saisons, et peuvent contenir plusieurs effets en fonction de la taille et du matériau).
  - Enchanter un talisman. Un talisman est une forme personnalisée d’artefact investi avec de nombreuses fonctionnalités supplémentaires. Les talismans ont une capacité beaucoup plus élevée d’effets avec lesquels ils peuvent être enchantés et sont plus faciles à enchanter. Cependant, si un talisman tombe entre de mauvaises mains, il laisse le mage très vulnérable.
- Rituel de longévité. Un effet Creo Corpus qui prolonge la vie du mage en accordant un bonus pour les jets de vieillissement, ce qui le rend plus susceptible d’éviter la détérioration de l'âge qui commence généralement après 35 ans. Ainsi, un mage peut vivre deux siècles ou plus, à moins d’autres mésaventures. Les mages paient souvent des spécialistes pour concevoir ce rituel pour eux, afin d’obtenir un meilleur effet qu’ils ne peuvent le faire personnellement.
- Lier un familier. Le mage peut former une puissante connexion mystique avec une autre créature. Habituellement, ce sera un animal qui est thématiquement en harmonie avec la personnalité et / ou la spécialité du mage : un mage Auram pourrait se lier à un oiseau, un mage Herbam avec un écureuil. Le processus de lien est long et difficile, mais peut en valoir la peine. L’animal apprend à communiquer avec le propriétaire et, bien qu’il ne devienne pas intelligent en soi, il est presque toujours plus brillant qu’un animal normal de son espèce. L’un des principaux avantages du lien est que le familier peut être investi de nombreux enchantements (avec des restrictions quant à la cible et à l’activation), mais les principaux avantages uniques proviennent des scores de lien : la corde d'or concerne la magie et aide le mage à éviter les désastres magiques ; la corde d'argent concerne l’esprit, et aide le mage à garder sa concentration et, si elle est assez forte, peut permettre la parole et la télépathie entre eux-deux ; et la corde de bronze concerne le corps, rendant le mage plus endurant et plus résistant.

## Éditions

### Éditions originales (américaines)
La première édition du jeu est parue en 1987 et a été éditée par Lion Rampant. La deuxième édition, bien plus complète, est parue en 1989, toujours chez Lion Rampant, et est qualifiée de « One True Edition » (« l'unique et véritable édition ») par les puristes. Cependant, plusieurs modules pour ces éditions ont été publiés par Atlas Games.
La troisième édition a été publiée par White Wolf, au début des années 1990. Les droits ont été revendus à Wizards of the Coast, qui a publié quelques suppléments avant de revendre une nouvelle fois les droits, à Atlas Games.
Atlas Games a publié une quatrième édition en 1996. La cinquième édition du jeu est sortie en version originale en 2004, toujours chez cet éditeur, et est distribuée en France. La gamme est officiellement close par Atlas, en avril 2016, avec le dernier supplément édité pour cette cinquième édition, Dies Irae,.
En 2024, l'éditeur Atlas Games a annoncé sa volonté de faire de la cinquième édition une « édition définitive », dont la gamme sera maintenue et mise à jour indéfiniment. Cette annonce a été suivie de la remise à disposition de nombreux suppléments en VO, épuisés depuis longtemps, désormais fournis en impression à la demande. Le texte anglais d'Ars Magica 5e édition et de ses suppléments (53 ouvrages au total) a été mis à disposition à cette occasion sous une licence ouverte (open license) Creative Commons Attribution-ShareAlike 4.0 International license (CC BY-SA 4.0) au public par Atlas Games. 
Par ailleurs, une communauté de joueurs francophones existe depuis la sortie du jeu, elle produit des aides en français selon les besoins qui se présentent.

#### Les suppléments pré-cinquième édition
Ces anciens suppléments sont disponibles en numérique :

### Traductions françaises

#### Deuxième et troisième éditions
En 1993 l'éditeur Jeux Descartes a traduit le livre de base de la troisième édition d'Ars Magica et en a fait ainsi la première édition française d'Ars Magica. Cette traduction a été suivie par la parution de quelques suppléments issus des deuxième et troisième éditions américaines :
La quatrième partie de la tétralogie de scénarios n'a pas été traduite en français (Titre original : Twelfth Night).
Les scénarios traduits par l'éditeur Jeux Descartes ont comme sujet principal des histoires qui se déroulent autour d'une alliance de mages : la Crête des Brumes. Ces scénarios ont pour contexte la Croisade des Albigeois.

#### Quatrième édition
Seul un scénario d’initiation, Des promesses, toujours des Promesses (Titre original : Promises, Promises) a été traduit en 1998 en français par une équipe de fans d'Ars Magica. C'est un scénario de cinq pages gratuit et téléchargeable sous forme de fichier pdf sur le site d'Atlas Games spécialement écrit pour être joué en convention.

#### Cinquième édition
Le livre de base de la cinquième édition d'Ars Magica a fait l'objet d'une traduction en français en décembre 2013. Il a été traduit et édité par les Ludopathes Éditeurs au travers d'une campagne de financement participatif sur le site Ulule.
Quelques suppléments ont été traduits par la suite :
En novembre 2014, les Ludopathes Éditeurs ont édité l’Écran et, en juin 2015, le supplément Arles. Ce sont deux suppléments propres à l'éditeur français (à côté du Grimoire du Mage, inexistant en version originale) : 

### Autres traductions
Le livre de base et quelques suppléments de la quatrième édition ont été traduits en allemand par les éditions Truant Spiele en 1997.
Le supplément gratuit « Promises, Promises » est également traduit en polonais (janvier 1998)  et en japonais (avril 2000). Il a été traduit plus tard aussi en italien.
Depuis 2015, le livre de base de la cinquième édition, ainsi que certains de ses suppléments, sont traduits en espagnol par les éditions Holocubierta.

### Suppléments semi-officiels
Des suppléments pour la 5e édition ont vu le jour chez d'autres éditeurs, avec l'accord bienveillant d'Atlas Games.

## Récompenses
Première édition d'Ars Magica
Grâce à une nouvelle de Lisa Stevens — une collaboratrice de Lion Rampant —, publiée dans Polyhedron n°40, et centrée sur l'un de ses personnages dans le jeu, Ars Magica a attiré l'attention des joueurs du RPGA (en) et a remporté le Gamer's Choice Award en tant que meilleur nouveau jeu de rôle de 1988:233.
La cinquième édition d’Ars Magica a obtenu les récompenses suivantes
- 2005 : ENnie Gold Award Winner – Best Rules
- 2005 : ENnie Silver Award Winner – Best Production Values
- 2005 : ENnie Award Nominee – Best Game
- 2005 : ENnie Award Honorable Mention – Best Interior Art
- 2004 : Origins Award Winner – Best Role Playing Game
- 2004 : Out of the Box Award Winner – Best Retread